# Pedrilliomorpha bicolora
Pedrilliomorpha bicolora es una especie de coleóptero de la familia Megalopodidae.

## Distribución geográfica
Habita en Irian Jaya (Indonesia).